# (1534) Näsi
(1534) Näsi es un asteroide perteneciente al cinturón de asteroides descubierto por Yrjö Väisälä desde el observatorio de Iso-Heikkilä, Finlandia, el 20 de enero de 1939.

## Designación y nombre
Näsi se designó al principio como 1939 BK.
Posteriormente fue nombrado por el Näsi, uno de los principales lagos de Finlandia.

## Características orbitales
Näsi orbita a una distancia media del Sol de 2,729 ua, pudiendo alejarse hasta 3,415 ua. Su excentricidad es 0,2514 y la inclinación orbital 9,79°. Emplea 1647 días en completar una órbita alrededor del Sol.